# Per Helge
Per Inge Verner Helge född 12 augusti 1945, utanför Vimmerby i Småland, bosatt i Västerfärnebo, är en svensk författare och översättare.
Innan Helge 1976 blev författare på heltid arbetade han, efter studier i språk och litteratur vid Uppsala universitet, som lärare. Han var ansvarig utgivare för kulturtidskriften Rallarros från 1974 till dess nedläggning 1985, och drev bokförlaget Rallarros fram till 1988.

## Priser och utmärkelser
- 1976 – Landsbygdens författarstipendium
- 1999 – De Nios Vinterpris
- 2012 – Aspenströmpriset
- 2016 – Stipendium ur Stina och Erik Lundbergs stiftelse.